# 13-я Московская стрелковая дивизия народного ополчения (Ростокинского района)
13-я Московская стрелковая дивизия народного ополчения (Ростокинского района) — воинское соединение добровольцев СССР в Великой Отечественной войне.

## История дивизии

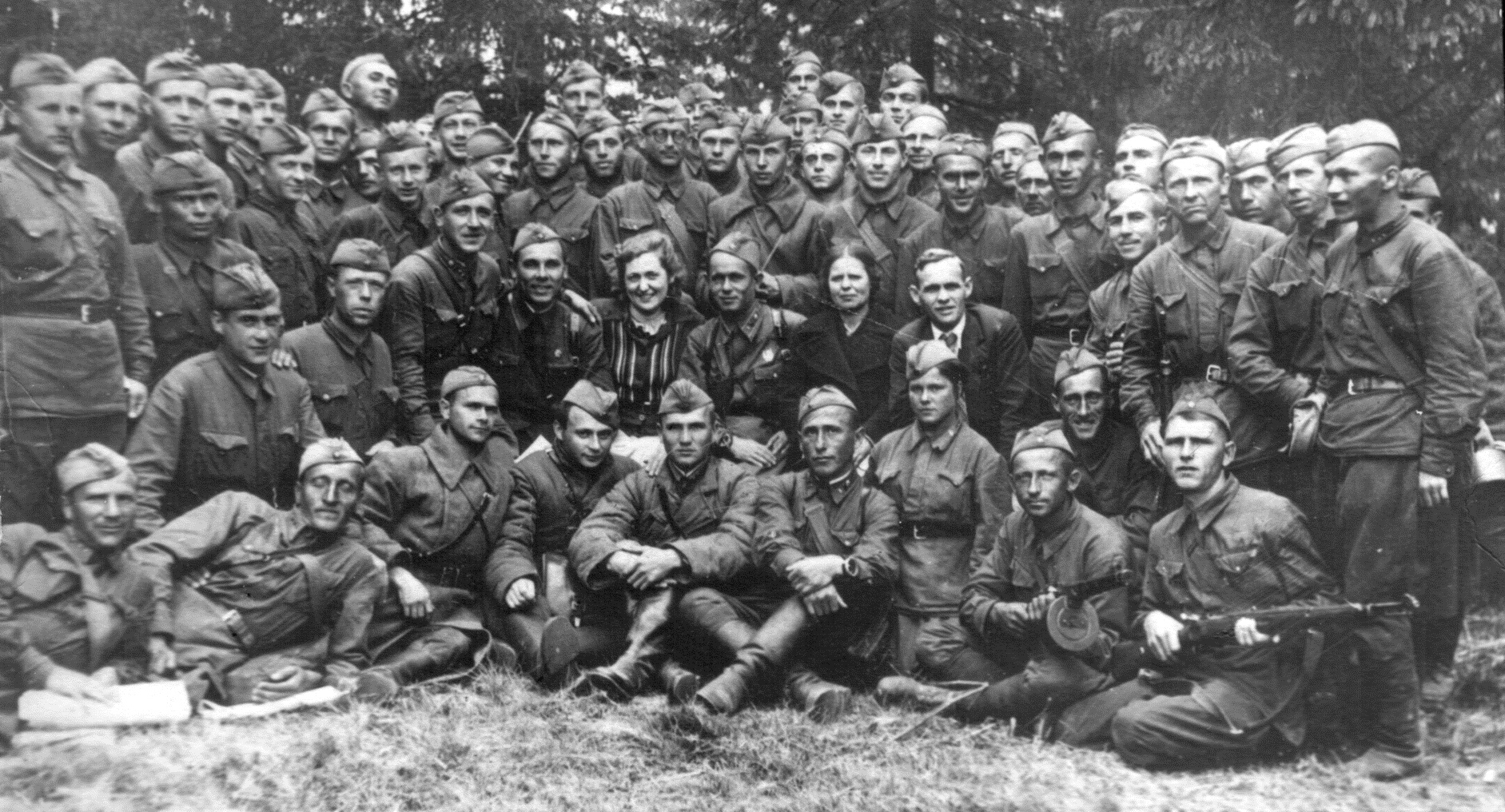
Воины 13 Ростокинской дивизии

Ростокинская дивизия начала формироваться из добровольцев Ростокинского района (сейчас это районы Ростокино, Алексеевский, Останкинский, Марфино и Мещанский):
- работники Московского завода «Калибр»;
- рабочие трамвайного депо им. Баумана,
- рабочие с завода «Рессора»,
- рабочие мехкомбината,
- рабочие типографии Гознака
- рабочие Всесоюзной сельскохозяйственной выставки
- преподаватели и учащиеся школ № 270 и № 284
- студенты и преподаватели ВГИКа[2][3][4].

Центрами формирования дивизии стали:
- Здание районного комитета ВКП(б) (ул. Сретенка, дом 11), здесь расположился центральный штаб;
- Школа № 284 (ныне гимназия № 1518);
- Школа № 270 (ныне здание школы № 1539 на Маломосковской);
- Школа № 287;
- Московский финансовый институт;
- на территориях ВСХВ, парка им. Дзержинского работал коллектив агитбригад из работников Мосэстрады.

Начальник техбюро завода «Калибр» А. В. Орса, который стал первым добровольцем дивизии, вспоминает, как 3 июля зашли к нему товарищи из комсомольской организации и предложили, как весьма авторитетного человека, записаться в дивизию первым: «… на чистом листе секретарём парткома были вписаны мои фамилия, имя, отчество под номером 1».
Добровольцами записывались и женщины. В заявлении Н. И. Богачёвой написано:
```
"Я закончила курсы медсестёр, убедительно прошу послать меня на фронт"
[
7
]
.
```

К вечеру 3 июля добровольцами записались более 1000, а 4 июля — свыше 10 000 человек. Командирами были назначены кадровые офицеры из действующих частей и учреждений.
7 июля Ростокинской дивизии было приказано передислоцироваться на фронтовой рубеж близ деревень Снегири и Козино для сооружения Можайской линии обороны. По ходу следования к дивизии присоединились добровольцы с завода «Серп и молот» и подмосковных районов. В дивизии не хватало кадрового состава командиров, которые были доукомплектованы в начале сентября.
Начиная с июля Ростокинская дивизия входила в состав второго эшалона 32-й армии. 17 июля был получен приказ о перемещении в район рубежа обороны (Волоколамск — Осташево) по берегу реки Рузы для его оборудования. Из рукописи комиссара дивизии : «Путь дивизии был развит на два этапа: сначала по железной дороге от станции Нахабино до Волоколамска, затем пешим маршем пройти от Волоколамска к участкам оборонительного рубежа».
В конце сентября передислоцирована в район Холм-Жирковского. 26 сентября директивой НКО СССР 13 Ростокинская дивизия стала именоваться 140-й стрелковой дивизией.
С 1 октября уже 140-я стрелковая дивизия в течение 13 дней сдерживала врага под Вязьмой, в течение которых было потеряно 95 % бойцов. 27 декабря расформирована как погибшая на фронте.

## Подчинение
| Дата              | Фронт (округ)            | Армия      |
| ----------------- | ------------------------ | ---------- |
| 07.07.41-30.07.41 | Московский военный округ |            |
| 01.08.41-26.09.41 | Резервный фронт          | 32-я армия |

## Состав

### Со 2 июля до 1 сентября[16]
- 37-й стрелковый полк,
- 38-й стрелковый полк,
- 39-й стрелковый полк,
- 13-й запасной стрелковый полк,
- 45-мм отдельный артиллерийский дивизион,
- 76-мм отдельный артиллерийский дивизион,
- отдельная самокатно-разведывательная рота,
- саперный батальон,
- отдельная рота связи,
- медико-санитарный батальон,
- автотранспортная рота.

### С 1 по 14 октября[16]
- 1305-й стрелковый полк,
- 1307-й стрелковый полк,
- 1309-й стрелковый полк,
- 977-й артиллерийский полк,
- 701-й отдельный зенитный артиллерийский дивизион,
- 476-я разведывательная рота,
- 865-й отдельный батальон связи,
- 499-й медико-санитарный батальон,
- 343-я отдельная рота химзащиты,
- 311-я автотранспортная рота,
- 268-я полевая хлебопекарня.

## Руководящий состав дивизии

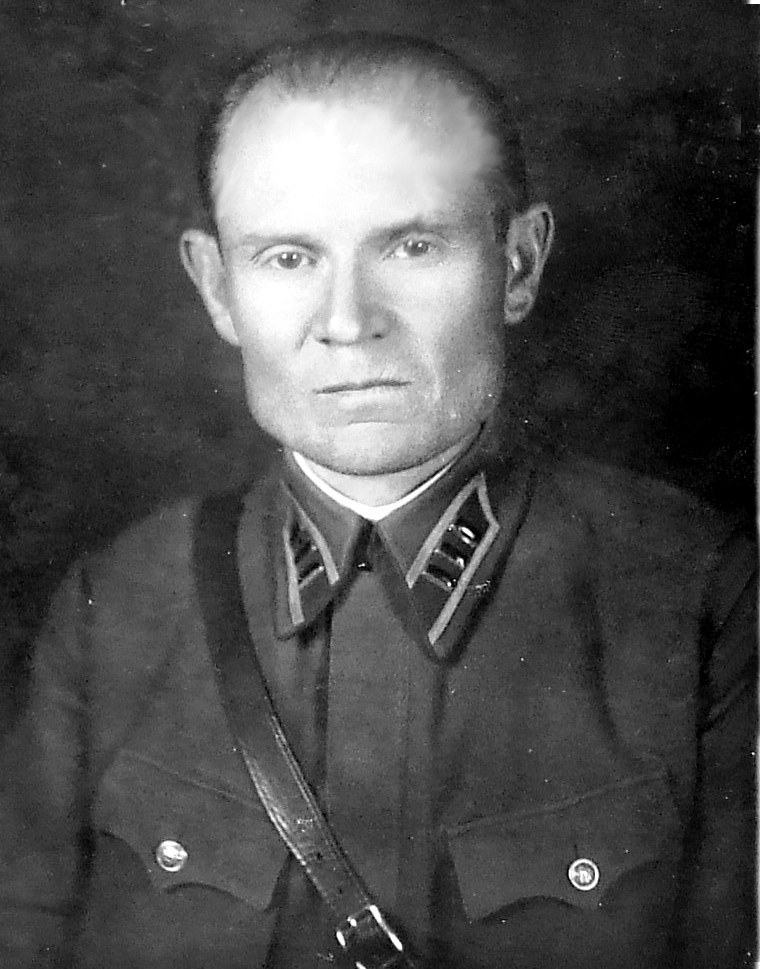
полковник Морозов П.Е., командир 13 дно (1896 - 1941)

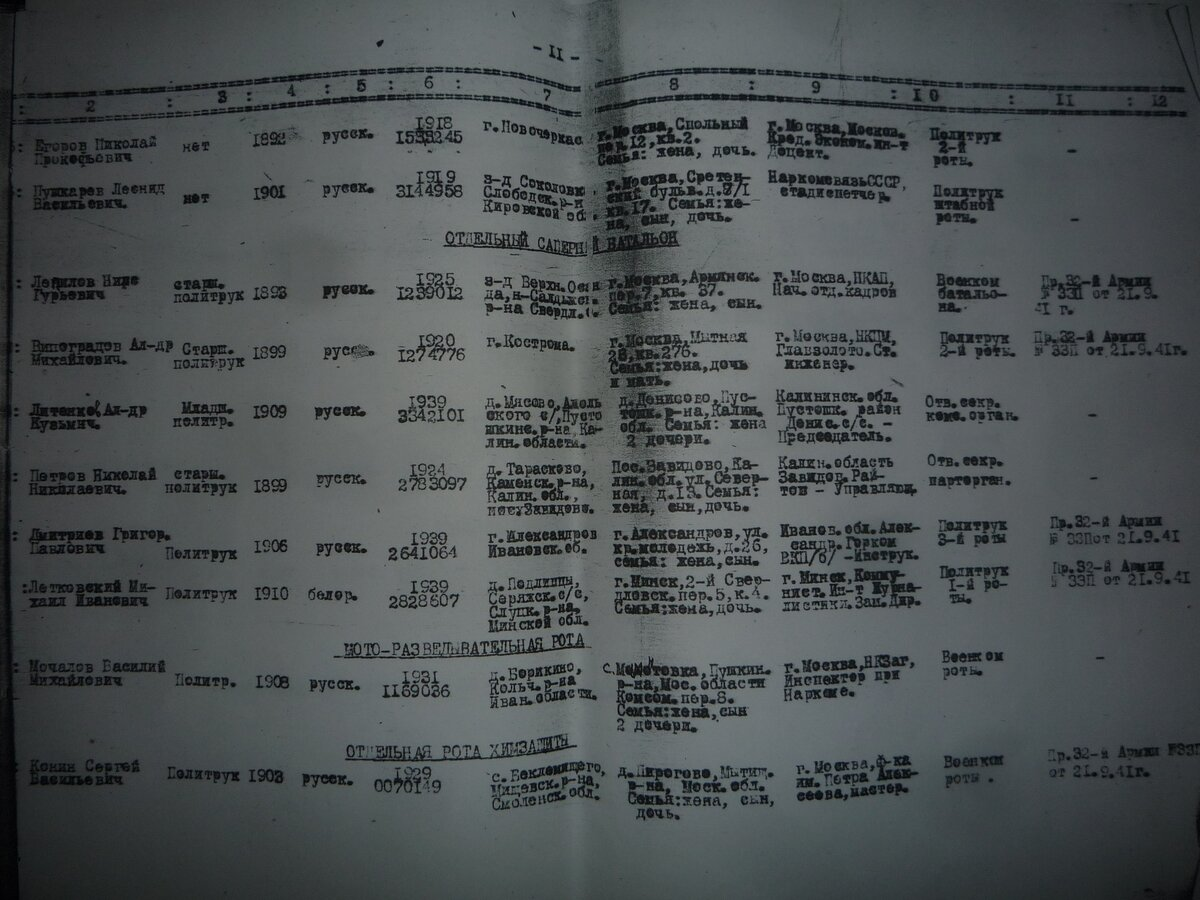
Руководящий состав рот и батальонов 13 ДНО

### Командование дивизии
- Морозов П. Е. — командир дивизии, начальник кафедры в Военной академии имени М. В. Фрунзе[2];
- Тарасов П. Г. — комиссар дивизии, парторг ЦК ВКП ВСХВ[17];
- Мусатов С. С. — начальник штаба дивизии, полковник, преподаватель Военной академии имени М. В. Фрунзе[2];
- Попов А. В. — зам. начальника штаба, капитан[2];
- Охапкин Н. Г. — начальник политотдела дивизии[2].
- Нигреев Г. И. — начальник разведки, ст.лейтенант[2].

### Командование полков
- Губайдуллин — командир 37-го стрелкового полка, майор;
- Сутягин — комиссар 37-го стрелкового полка;
- Бубнов — начальник штаба 37-го стрелкового полка, капитан;
- Израилевич — командир 38-го стрелкового полка, майор;
- Архаров — комиссар 38-го стрелкового полка;
- Иванов — командир 39-го стрелкового полка, майор;
- Серебряков — комиссар 39-го стрелкового полка;
- Пискунов — командир 13-го запасного полка, полковник;
- Борисов — комиссар 13-го запасного полка[17].

## Память дивизии
- Памятник «Героям 13-й Ростокинской дивизии народного ополчения Москвы, погибшим в октябре 1941 года» в п. Холм-Жирковский,
- Музей воинам 13 ДНО в школе № 1470,
- Выставка в Краеведческом музее в п. Холм-Жирковский,
- 18 памятных досок воинам 13 ДНО в д. Пигулино,
- Парк в п. Холм-Жирковский, где родственниками ополченцев высажены 40 деревьев с именными табличками,
- Памятник к 70-летию Великой Победы в Финансовом университете,
- Памятник «Добровольцам 13-й и 6-й дивизий народного ополчения, оборонявших Москву»- это мемориал, который расположен на входе в Останкинский парк в Москве[4]
- Поисковый отряд "Памяти 13-й дивизии народного ополчения, созданный по инициативе студентов и сотрудников Финансового университета при Правительстве Российской Федерации.